# Picralima nitida
Picralima nitida ist die einzige Pflanzenart der monotypischen Gattung Picralima innerhalb der Familie der Hundsgiftgewächse (Apocynaceae). Sie ist hauptsächlich in Westafrika beheimatet und wird dort unter anderem „Akuamma“ genannt. Es ist die einzige Art der Gattung Picralima.

## Beschreibung

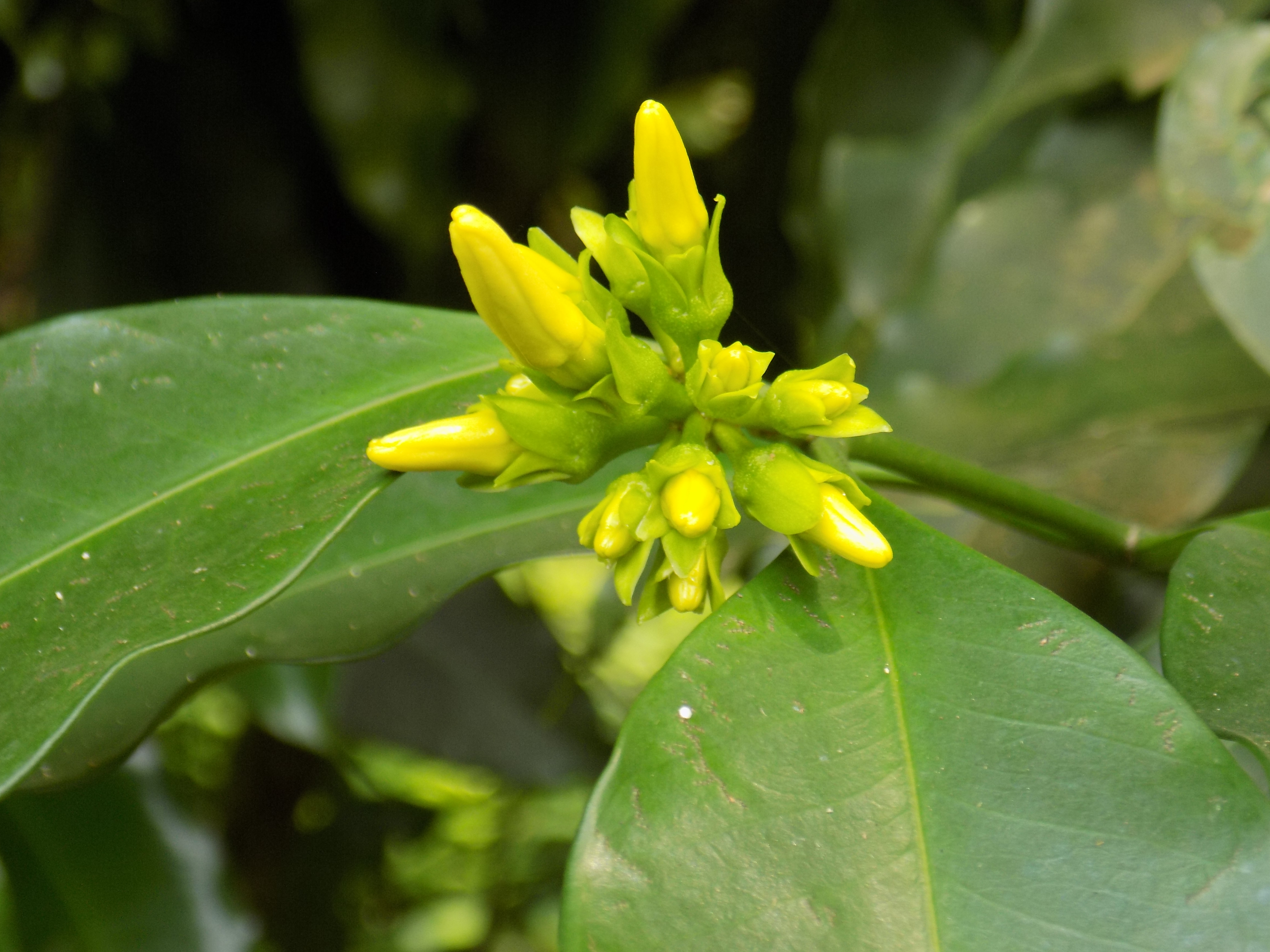
Junger Blütenstand

### Vegetative Merkmale
Picralima nitida wächst als immergrüner, mittelgroßer Baum oder Strauch mit Wuchshöhen von bis zu 35 Metern. Der Stammdurchmesser kann bis etwa 60 Zentimeter erreichen. Die Baumkrone ist dicht belaubt. Der Baum führt einen Milchsaft.
Die gegenständig an den Zweigen angeordneten, einfachen Laubblätter sind in Blattstiel und -spreite gegliedert. Der Blattstiel ist relativ kurz. Die einfache, leicht ledrige Blattspreite ist bei einer Länge von bis zu 26 Zentimetern elliptisch bis eiförmig, eilanzettlich mit bespitztem bis geschwänztem oberen Ende. Die Blattränder sind ganz und wellig. Die Nervatur ist gefiedert mit undeutlichen Seitenadern. Die Nebenblätter fehlen.

### Generative Merkmale
End- oder achselständig befinden sich auf einem Blütenstandsschaft der zymöse, doldenartiger Blütenstand mit vielen Blüten. Es sind Deckblätter vorhanden. Die zwittrigen, gestielten Blüten sind fünfzählig mit doppelter Blütenhülle. Die fünf dachigen und aufrechten Kelchblätter haben innen, unten, kleine Anhängsel (Kolleteren, Drüsenzotten). Die weiße bis gelbe Blütenkrone ist stieltellerförmig mit längeren, dachigen und zurückgelegten, schmal-eiförmigen Zipfeln. Die Kronröhre ist innen haarig und außen oft grünlich-gelblich. Die Staubblätter mit sehr kurzen Staubfäden und pfeilförmigen Staubbeutel, sitzen innen, oben an der Kronröhre. Der Fruchtknoten steht auf einer kleinen fleischigen Verdickung (Diskus). Der oberständige, zweikammerige Fruchtknoten enthält viele Samenanlagen. Der lange Griffel besitzt oben eine stigmoide Verdickung in der die Narbe liegt (Clavuncula, sekundäre Pollenpräsentation).
Die Spaltfrucht besteht aus zwei Teilfrüchten (Merikarp) die Balgfrüchten entsprechen. Die Teilfrüchte sind bei einer Länge von 15 bis 20 ellipsoide bis eiförmige, glatte, orangefarbene, mehr oder weniger bräunlich gesprenkelte Balgfrüchte, die viele, bis zu 80, Samen enthalten. Die Samen liegen in einer weichen weißlich-orangefarbenen Pulpe. Die Samen sind bis zu 4,5 Zentimeter groß, flach, orange-hellbraun und glatt. Die Tausendkornmasse beträgt 2500 bis 3300 Gramm.
Die Chromosomenzahl beträgt 2n = 22.

## Verbreitung
Im tropischen West- und Zentralafrika gibt es Fundorte in Kamerun, Kongo, Gabun, Elfenbeinküste, Ghana, Nigeria und bis nach Uganda.

## Taxonomie
Die Erstbeschreibung erfolgte 1894 unter dem Namen (Basionym) Tabernaemontana nitida durch Otto Stapf in Bulletin of Miscellaneous Information Kew, 1, S. 22. Die Neukombination zu Picralima nitida wurde 1910 durch Théophile Alexis Durand und Hélène Durand in Bulletin du Jardin Botanique de l'État à Bruxelles, Band 2, S. 338 veröffentlicht. Weitere Synonyme für Picralima nitida (Stapf) T.Durand & H.Durand sind Picralima klaineana Pierre, Picralima macrocarpa A.Chev.
Die Gattung Picralima wurde 1896 durch Jean Baptiste Louis Pierre in Bulletin Mensuel de la Société Linnéenne de Paris, 2, S. 1278 aufgestellt.

## Inhaltsstoffe

### Primärmetabolite
Die Samen von Picralima nitida enthalten 10 % Proteine, 74 % Kohlenhydrate, 5 % Fette und 5,5 % Faserstoffe. Der Wasseranteil beträgt nur 3,7 %. Die restlichen Inhaltsstoffe sind mineralische Bestandteile, wie Salze oder Mineralstoffe, welche als Glührückstand auf 0,88 % quantifiziert werden. Darum ist der Samen auch als Nahrungsmittel in Afrika sehr beliebt. Aus den Samen kann ein Öl gepresst werden.

### Sekundärmetabolite
In Picralima nitida liegt eine Vielzahl von Sekundärmetaboliten vor, insbesondere Alkaloide der Indolklasse.
Ebenso kommen aber auch Tannine, Flavonoide, Saponine, Anthocyane oder Schleimstoffe vor. Den Pflanzenextrakten konnte antimikrobielle und larvizide Eigenschaften nachgewiesen werden.

## Nutzung
Picralima nitida wird gegen eine Reihe verschiedener Erkrankungen eingesetzt. So wird es beispielsweise bei Fieber, Bluthochdruck, Gelbsucht, Tripper, Durchfall, Malaria, Darmwürmern, der Schlafkrankheit oder Schmerzen verwendet. Dazu werden nicht nur die Samen, sondern auch die Rinde, Wurzeln oder die Früchte zu Heilmitteln verarbeitet.

### Volksmedizinische Verwendung
Picralima nitida bietet eine Grundlage für viele traditionelle Heilmittel, welche beispielsweise durch Auskochen von Wurzeln und Rinde gegen Magenbeschwerden und zur Fiebersenkung eingesetzt werden. Die Samen werden gegen Schmerzen und zur Malariatherapie verwendet. Noch heute hat Picralima nitida seinen festen Platz in der Volksmedizin. In Ghana sind sogar pflanzliche Arzneimittel aus den getrockneten und pulverisierten Samen in Form von Kapseln kommerziell erhältlich. In Kapseln zu 25 mg ist es unter dem Namen „Picap“ als Analgetikum offiziell erhältlich.

### Anwendung als Schmerzmittel
Die analgetische Wirkung von Picralima nitida lässt sich auf die enthaltenen Alkaloide zurückführen.
Die unreifen Früchte werden als Fischgift verwendet. Die Samen, Wurzeln und die Fruchtpulpe werden als Pfeilgift verwendet.
Das Holz ist blass-gelb und hart, dabei aber recht elastisch.